# Кінний спорт на літніх Олімпійських іграх 1924
Змагання з кінного спорту на літніх Олімпійських іграх 1924 в Парижі тривали з 21 до 27 липня на Іподромі Отель, а також на Олімпійському стадіоні. В програмі було три види кінного спорту: виїздка, триборство і конкур. У виїздці проводили тільки ідивідуальні змагання, а в інших двох видах - індивідуальні та командні, тобто загалом розіграно 5 комплектів нагород.

## Медальний залік
| Дисципліни               | Золото | Срібло | Бронза |
| ------------------------ | --- | --- | --- |
| Індивідуальна виїздка    | Ернст Ліндер і Piccolomino (SWE) | Бертіль Сандстрем і Sabel (SWE)                                                                                 | Ксав'є Лесаж і Plumard (FRA) |
| Індивідуальне триборство | Адольф ван дер Ворт ван Зейп і Silver Piece (NED) | Фроде Кіркеб'єрґ і Meteor (DEN)                                                                                 | Слоун Доук і Pathfinder (USA) |
| Командне триборство      | Нідерланди (NED) Адольф ван дер Ворт ван Зейп і Silver Piece Шарль Паю де Мортанж і Johnny Walker Ґерард де Крейфф і Addio Антоніус Коленбрандер і King of Hearts | Швеція (SWE) Клас Кеніґ і Bojar Торстен Сюльван і Anita Ґустав Гаґелін і Varius Карл Ґустав Левенгаупт і Canter | Італія (ITA) Альберто Ломбарді і Pimplo Алессандро Альвізі і Capiligio Емануеле Бераудо ді Пралормо і Mount Félix Томмазо Леквіо ді Ассаба і Torena |
| Індивідуальний конкур    | Альфонс Ґемузеус і Lucette (SUI) | Томмазо Леквіо ді Ассаба і Trebecco (ITA)                                                                       | Адам Крулікевич і Picador (POL) |
| Командний конкур         | Швеція (SWE) Оке Тельнінґ і Loke Аксель Столе і Cecil Оґе Лундстрем і Anvers                                                                                      | Швейцарія (SUI) Альфонс Ґемузеус і Lucette Вернер Штубер і Girandole Ганс Бюлер і Sailor Boy                    | Португалія (POR) Антоніу Боржеш і Reginald Елдер де Соуза і Avro Жозе Моузінью і Hetrugo                                                            |

## Країни-учасниці
Змагалися 97 вершників з 17-ти країн:
- Австрія (2)
- Бельгія (11)
- Болгарія (2)
- Чехословаччина (11)
- Данія (1)
- Фінляндія (1)
- Франція (12)
- Велика Британія (6)
- Італія (5)
- Нідерланди (5)
- Польща (6)
- Португалія (4)
- Іспанія (4)
- Швеція (12)
- Швейцарія (9)
- США (5)
- Югославія (1)

## Таблиця медалей
| Місце               | Країна              | Золото | Срібло | Бронза | Загалом |
| ------------------- | ------------------- | ------ | ------ | ------ | ------- |
| 1                   | Швеція (SWE)        | 2      | 2      | 0      | 4       |
| 2                   | Нідерланди (NED)    | 2      | 0      | 0      | 2       |
| 3                   | Швейцарія (SUI)     | 1      | 1      | 0      | 2       |
| 4                   | Італія (ITA)        | 0      | 1      | 1      | 2       |
| 5                   | Данія (DEN)         | 0      | 1      | 0      | 1       |
| 6                   | Польща (POL)        | 0      | 0      | 1      | 1       |
| 6                   | Португалія (POR)    | 0      | 0      | 1      | 1       |
| 6                   | США (USA)           | 0      | 0      | 1      | 1       |
| 6                   | Франція (FRA)       | 0      | 0      | 1      | 1       |
| Загалом (9 збірних) | Загалом (9 збірних) | 5      | 5      | 5      | 15      |